# کورکینا
کورکینا (به بلغاری: Korkina) یک منطقهٔ مسکونی در بلغارستان است که در شهرستان بوبف دل واقع شده‌است.